# ゾイドフルメタルクラッシュ
『ゾイドフルメタルクラッシュ』は、トミーより発売されたニンテンドー ゲームキューブ用ゲームソフト。2005年10月27日発売。開発は8ing。

## 概要
同社の展開する玩具シリーズ「ゾイド」を操作する3D格闘ゲーム。『ZOIDS STRUGGLE』の続編に当たる。
ゾイドは30種類以上、カスタマイズパーツは50種類以上が実装されている。前作のキャラクターに加えて、アニメ『ゾイド -ZOIDS-』『ゾイド新世紀スラッシュゼロ』『ゾイドフューザーズ』、『ゾイドバトルストーリー』のキャラクターおよびゾイドが追加、当時アニメ最新作であった『ゾイドジェネシス』のキャラクターも数名登場。今作オリジナルキャラクターが大半を占めている。キャラクターデザインは坂井久太、音楽はベイシスケイプ（並木学・金田充弘・崎元仁・岩田匡治・阿部公弘）が参加している。
『PSゾイド』や『ZOIDS VS.シリーズ』の様に共和国、帝国両ルートが存在する場合の多いゾイドゲームにおいて、終始帝国軍のみの視点で物語が進行する珍しい作品になっている。
早期購入特典として、鳥型のオリジナルブロックスゾイド「ブレイドホーク」のキットが付属。ブレイドホークは、ムラサメライガーと合体してゲームオリジナルゾイドの「ムラサメライガーシノビカスタム（ゲーム画面での表記は「ムラサメライガー忍カスタム」）」となり、作中でもプレイアブル機体として登場する。また、オープニングやエンディングなどブレイドホークが単体で飛行している場面もある。

## システム
EXゲージ位置やステータス値の表記は異なるものの、戦闘システムや音響関連は全て前作『ZOIDS STRUGGLE』より継承している（詳細はZOIDS STRUGGLE#システムを参照）。

### ガードブレイク
本作から追加された新システム。防御に関するシステムは前作と共通だが、本作ではあらゆる攻撃に対し（正面からに限る）全てガードされるが、その度にガードゲージを消費し続ける。そしてある程度ダメージを受け続けるとガードブレイクが発動、ガードが無効となり、ダメージをもろに受けてしまう。

### 傭兵システム
ストーリーモード中盤で解禁される新システム。最大2人のサブパイロットを選択することで、各能力値や装備ゲージの回復速度を強化することができる。サブパイロットは、ストーリー中の闇バトルなどを通じて獲得できる。

## モード解説
プレイヤーがコンピュータと対戦する「VS CPU」、2人のプレイヤー同士で対戦する「VS Human」、オリジナルストーリーを楽しめる「Story」、アニメ・ゲームのキャラクターたちと連戦するシングルプレイの「Zi Fighters」、ゾイドをカスタマイズする「Customize」などのゲームモードが用意されている。

### ストーリーモード
西エウロペを舞台に、コライユ基地の帝国軍第53独立部隊に所属された新兵・ベルク少尉となってストーリーを進めるモード。ガイロス帝国対ヘリック共和国の戦争中が10年以上継続されていたり（プロローグ等でも「ZAC21＊＊年」という曖昧な表記）、ネオゼネバス帝国未登場にもかかわらずセイスモサウルスが配備されていたり、バーサークフューラーよりもジェノザウラー・ジェノブレイカー（オーガノイドシステム搭載機）の方が後発の新型機として扱われているなど、バトルストーリーやアニメシリーズとは異なるパラレルワールド的世界観である。
ストーリーモードでは主人公の行き先（自由行動）が多数の選択肢から任意で選択できる場面があり、ストーリーが進展する条件は、「全ての選択肢を見る」「特定の選択肢を選ぶ」「一定の行動回数を消費する」のいずれか。また、ストーリーモード中のバトルは勝たなくては次に進めないものと、勝敗にかかわらず話が展開するものがある。ストーリーはプロローグを除いて全7章構成で、第5章の分岐点からは選択次第でストーリーが変化する。分岐点は以下の通り。
1. 補給を確保する。
補給と仲間集めのために独立都市オッフェンや商業都市ハンデルに向かうルート。その過程で、ノア、アーヴェント盗賊団、トルネードなどと出会う。
エインガングは、流砂に飲まれていたところを昔の仲間に助けられて無事生還する。
シュネルは、ベルクの説明を受け入れて和解したものの、ガイツに洗脳されて青いジェノブレイカーに乗ってベルクと戦い敗死する。
ランツェ基地の最終決戦でガイツを倒し、帝国と共和国の戦争も終結する。ノーマルエンド。
2. エインガングの敵を討つため、シュネル少佐を捜す。
シュネル捜索のためスキアーが登場。ハンデルでトルネードらを仲間にした後、難攻不落の要塞と言われる共和国軍フェルゼン基地に襲撃し、シュネルを討つ。
シュネルは、ムラサメライガーシノビカスタムを駆りベルクと戦い、和解しないまま敗北する。
エインガングの敵討ちとガイツの野望（ルドルフ誘拐）阻止には成功するが、シュネルを討ったことで戦火が更に拡大してしまうバッドエンドルート。
3. 調査のためにバウアー村に戻る。
博士の提案で再びバウアー村へ向かうルート。村の地下で遺跡の研究をしている老人・デンケンと孫のムートに出会う。
エインガングは、デンケンに助けられて無事生還する。
シュネルは、誤解を解いてベルクたちと和解し、ムラサメライガーをベルクに譲る。最終決戦に臨むベルクをそのまま見送る。
ランツェ基地でガイツを討って陰謀を阻止し、決戦後には帝国と共和国の和平も成立する。エインガングとシュネルの両方が生存する、いわゆるハッピーエンド。

#### オリジナルの登場人物

##### 帝国軍第53独立部隊
軍司令部からの特命を速やかに行う為に組織された少数精鋭のガイロス帝国軍部隊。配備ゾイドはセイバータイガー、レッドホーン、アイアンコング、エレファンダー、ライガーゼロ、セイスモサウルスが確認できる（セイスモ以外は全てカラーバリエーション機）。コライユ基地を拠点とするが、地下には秘密裏にホエールキングが置かれている。
ベルク・ヴィレンスクラフト
声：宮田幸季
主人公。第53独立部隊の新入隊員。階級は少尉。ルートによっては中尉に昇格。銀髪の青年で、徐々にパイロットとして成長していく。甘い物は苦手。
ストーリー冒頭の手荒い"歓迎"をクリアすると、冷静さや観察力をエインガングに評価される。一方で、持ち前の正義感の強さから、前述の歓迎に関連してエインガングに"うそは良くない"と言ったり、不可解な作戦を命令するガイツ少将に反発して第53独立部隊のエースとして命運を大きく動かしていく。ルートによってはエインガングの名誉のために敵討ちに強い意志を見せるが、誤解を気付いて抵抗を止めたシュネルを討つほど感情的にはならなかった。
お人好しとも称される真っ直ぐな性格からか、（プレイヤーの選択肢にもよるが）何かと協力者を得る機会が多い。
主人公であるため搭乗ゾイドは不定だが、コング系ゾイドや高速ゾイドとの相性が良いとされ、ストーリーモードのルート次第で特にムラサメライガーとの適正を見出される。Ziファイターズモードで対戦相手として登場する場合はジェノザウラーやムラサメライガー、セイバータイガーに乗っている。
メーア
声：下屋則子
第53独立部隊に所属する茶色のショートヘアの少女。ストーリー冒頭では、麦わら帽子に白い私服姿でベルクと出会っている。階級はベルクと同じく少尉。レッドホーン系のゾイドを得意とし、ストーリーではダークホーンカラーのレッドホーンに搭乗。
エインガングとの練習戦では10戦で1勝できるかどうかの腕らしいが、第53独立部隊の戦闘要員（パイロット）として十分にやっている。サブパイロットとしての能力値は優秀。ちなみにベルク、エインガングに勝利時に専用ボイス有り。
出身地は北エウロペ大陸のニザム高地。。8人家族だったが、不毛な貧しい村にもが戦火が及び、全ての身寄りを亡くしたため軍の施設に預けられた。そのまま、生活のために軍人になる。
上記の分岐ルート２の敵討ちを提案するのは彼女であり、感情的なきらいがある。
なお、好物はよもぎパフェとのことだが、どういった物かは不明。
エインガング・シュヴェールト
声：内田直哉
第53独立部隊に所属する大柄の男性で階級は大尉。顔面や胸に大きな古傷を持ち、特徴的な立派な赤毛がある。「闘神・エインガング」と呼ばれ、共和国軍にも恐れられている。
コング系のゾイドが得意であり、Mk-IIカラーのアイアンコングに搭乗しているが、バウアー村での戦闘でシュネル・クラージュに撃破される。ルートによっては生存し、新たにデッドリーコングに乗りベルクの危機に駆けつける。
大雑把でがさつだが根は優しく頼りになる人物。ベルクのことを「俺の若い頃に（内面や精神が）そっくり」だと気に入っており、鍛えがいのある新人として一人前のパイロットへと育てた。メーアに「一番頼りになる人」、ハリスに「優しくて温かく、（自分より）大きい人」と評価されており、部隊内の信頼が厚い。以前に、ガイツ少将の命令による「白の砂漠（グレイラスト）での作戦」にベレッツァと共に従軍したことは苦い記憶となっている。また、ベレッツァの台詞から過去に盗賊をしていた頃があると思われる。
ベレッツァ
曲者揃いの第53独立部隊を束ねる女性指揮官。階級は少佐。普段は冷静沈着だが、涙もろい性格でもある美人。キャラクターデザインでは、タイトスカート風の女性用士官服にヒールのある靴を履き、黒いロングヘアーという出で立ちで、さらにゲーム中で命令を出す場面には制帽（官帽）を被っている。
セイスモサウルスに乗っていると思われる。エインガングやプラトーとは士官学校からの付き合い。過去にガイツ少将の命令に従って「白の砂漠での作戦」をエインガングと共に成功させたが、その結果多くの犠牲者を出している。第53独立部隊では無駄な被害を出さないようにしながら戦争の早期終結を願っていたが、ガイツから無抵抗のバウアー村を完全破壊するよう命令される。
自分が冷静では無い時は部下の意見を聞き入れたり、敵に勝利した直後でも数的劣勢が部隊の弱点になっていることを忘れないなど、状況を理性的に判断できる人物。
一方で次々と仲間を引き込むベルクを「男にも女にもモテモテ」と評したり、メーアとの中を勘違いしたりと砕けた面も。
プラトー博士
金髪で色黒な肌をした女性技術顧問。コライユ基地のメカニック関係を一切を取り仕切っている。
基地地下に隠し持っていたホエールキングにブロックスゾイドのEシールドを装備したり、ゾイドを複座式コクピット（サブパイロットの同乗による強化）に改造したりするなど、その技術力はかなり高い。旧知のベレッツァには「切り詰めた予算で変な改造をするのは道楽」と言われるが、それによって何度もベレッツァを救っている。技術面だけでなく情報面でもベレッツァらを支えており、ガイツの命令がでっち上げであることも見抜いていた。
当初からベルクを名前ではなく「少年」と呼んでおり、本人の弁によれば「名前を呼ぶのは一人前と認めた男か、恋をした男」とのこと。ルート次第で、名前でベルクを呼ぶ場面があるが、真意は言わなかった。
ベルクと同じぐらいの年齢の弟を共和国ゾイドとの戦闘で亡くしているため、共和国軍に対して恨みはあるものの、帝国軍として戦うことで同じことが繰り返されることを憂いている。
分岐ルート３を提案するのもこの人。
ジニー
独立部隊の通信士。赤い髪とそばかすが特徴。階級は曹長だが、少尉であるベルクに対してタメ口で話してくる。メーアとも仲が良い。
闇バトルについて感心があるらしく、複数回話題に取り上げている。序盤は何故か医務室にいることが多い。とあるルートでの発言から部隊での調理は彼女が（あるいは彼女も）行っている様である。
ハリス
独立部隊所属のメガネをかけた細目の青年で、階級は中尉。一言多く、言った直後にそれを取り消すことがままある。また、エインガングとプラトーには頭が上がらない模様。
ストーリー中盤以降、ホエールキングの操縦を任されているが、実際に彼が行うのは着地と離陸だけで、航行は基本的に自動操縦である。様々なゾイドを操縦したいらしく研究をしているとの事だが、ホエールキング以外のゾイドを操縦する場面は無い。
終盤でベルクに対し密かにライバル心を抱いていた事を明かすが、特に敵対的な言動を見せる事は無い。ガイツの陰謀が明らかになった後、自ら活路を切り開いていく第53独立部隊の一員であることを誇りに思っている。
思いの外冷静な面もあり、分岐ルート１を提案するのは意外にも彼である。
スキアー・ヒリト補佐官
上記のルート2のみで登場するプラトー博士の部下の男性。情報収集担当。非常に影が薄い。「敵を疑い、味方を更に疑う」と言う家訓があるらしく、常に気配を消している。
出番が殆どなくパイロットでも無いゲスト的ポジションにもかかわらず、メーアを差し置いて独立部隊の中ではベルク、エインガング以外でフルネームが判明する唯一の人物。

##### 帝国軍西エウロペ侵攻部隊
グローリエ
声：安井邦彦
ガイツの命令に従う帝国軍の大佐。西エウロペ侵攻部隊副長。命令に忠実で帝国誇りを重視する軍人らしい性格。ベルク逹独立部隊に私的な悪印象は持っておらず、戦闘前には「誇りを見せてみろ」と問いかける。
ストーリーの都合上、バーサークフューラーからジェノザウラーへ乗り換える。コライユ基地強襲の時には40機以上のバーサークフューラー部隊を、ランツェ基地郊外での迎撃戦では約30機のジェノザウラー部隊を率いる。
第7章ではベルクを後一歩まで追い詰めるが、助けに現れたエインガング（ルートによってはシュネル）の攻撃を受け、「帝国に栄光あれ」と叫びながら散った。ベルクはガイツを終始一貫して呼び捨てにし続けるが、彼に対しては一度階級付きで呼ぶ場面がある。
Ziファイターズモードの彼の能力値はガイツの完全上位互換。キャラクターデザインでは帽子を被っているがゲーム中に着用する事は無い。
カンプ
声：三宅健太
帝国軍西エウロペ侵攻部隊の拠点であるゲナウ基地に駐在す帝国軍中佐。ガイツの右腕と言われていたが、ベルクに敗れた後はガイツの命令で動いただけだと弁明し、陰謀の証拠を集めて上層部に報告することを約束して見逃された。
Ziファイターズモードにも帝国軍エリートとして登場する。ゾイドはエレファンダー。
ガイツ
声：宗矢樹頼
西エウロペ侵攻部隊の指揮官に任じられているガイロス帝国軍少将。スキンヘッドが印象的な男。
ストーリーモードの黒幕。ルドルフ皇太子（ルドルフ皇子と表現するシーンもある）を拉致し、ガイロス帝国を我が物にしようと画策する。そのためにバウアー村の地下に眠るデススティンガーを探しだし、オッフェンで発見されたオーガノイドシステムで強化しようとした。最終章でランツェ基地に登場し、ルートによって（1）アタックブースターを装備したBFシュトゥルムテュラン、（2）デススティンガー、（3）デスザウラーのいずれかに搭乗して最終ボスとなる。バトルにはならないが青いジェノブレイカーに乗っている場面もある。
第53独立部隊を捨て駒として利用する、無抵抗の村を襲う、シュネルを洗脳する、上官であるトルネードの父を謀殺する、メーアを人質に取るなど目的のためには手段を選ばない卑怯な人物。

##### 共和国軍
シュネル・クラージュ
声：小尾元政
ムラサメライガーに搭乗する共和国軍人。階級は中佐。「ハヤテのシュネル」の異名をもち、一説では共和国軍最強と呼ばれる凄腕。主人公のライバル的存在として、第3章以降に登場するクールな男。緑色の髪の毛が特徴。
ストーリー序盤、バウアー村での戦闘でエインガングを撃破する。後半ではルート選択によって、（1）ガイツに捕縛されて青いジェノブレイカーに精神を乗っ取られた状態でベルクと戦って死亡する、（2）フェルゼン基地の中枢でムラサメライガーシノビカスタムでベルクと戦って敗死、（3）メーアを窮地から救い、デスザウラーに挑むベルクにムラサメライガーを譲り渡す（ベルクと和解してそのまま生き残る）など終盤の状況に最も影響を受けるキャラクターである。
自身よりベルクの方がムラサメライガーとの適性が高い事を悟り、彼に譲り渡した潔さに敬意を評してか、最終的にグローリエ同様階級付きで呼ばれる。
レヒト
声：伊藤健太郎
ルート2中盤の共和国軍フェルゼン基地のレーダー施設で遭遇する共和国大尉。シュネル親衛隊の副長。
乗機はガトリングユニットを装備したミラージュカラーのブレードライガー。声や姿は独自の物だが、どのモードでもプレイヤーが使う事は出来ない。
リンク
声：川野剛稔
レヒトと同じく、フェルゼン基地の発電施設で登場。地獄の万人の異名を持つ。
乗機はライガーゼロシュナイダー。レヒト同様NPC専用で、プレイヤーは使用不可。

##### 闇バトル等で登場するゾイド乗り
パルフェ
声：青山桐子
コライユ基地周辺によく出没するアーヴェント盗賊団のリーダー。赤い髪の女盗賊。元は孤児。
生きるために盗賊をしており、独立都市オッフェン北の鉱山から産出されるレアメタルを狙っていた。討伐に来たベルクに破れると、自分の命乞いはしなかったがグレルは見逃して欲しいと懇願する。
プレイヤーの選択によっては第53独立部隊の仲間となる。階級は軍曹。掃除でも洗濯でも何でもするので雇って欲しいと言ったが、そもそも家事全般は苦手であり、ジニーに「当番の仕事全然やらない」「ゴミは散らかしほうだい」「夜は、何時も大騒ぎしてる」「ご飯だけは3人前も食べる」と酷評されている。
乗機は全方位ミサイルとキャノリーユニットを装備したディバイソン。
グレル
声：酒井敬幸
愚鈍な大男といった風体のパルフェの手下。
会話からパルフェより年下と思われ、彼女のことを「あねさん」と呼んでつき従う。ベルクに敗れた後、何かしでかした時にはいつもパルフェが自分を庇っていてくれたので、今度は自分の代わりに彼女の助命を嘆願する。
選択によってはパルフェと共に仲間になる。階級は伍長。ホエールキング内では彼女と同部屋。
アクティブシールドユニットを装備した黒いコマンドウルフに搭乗。対パルフェ戦時には専用ボイスがある。
トルネード
声：神田理江
商業都市ハンデルで開催されているコロシアムで無敗を誇る凄腕のゾイド乗り。
コロシアムにはフード付きの上着に仮面という姿で参戦しているため誰もその正体を知らなかったが、本人は色白の少女で、薄紫色の長い髪をストレートで三結びのおさげにしている。
口数は少なく短い単語で返事をすることが多いが、言いたいことはハッキリと言う。年若いが観察や情報収集に優れていることを感じさせる。感情はあまり見せないが、声の似ているベルクに亡き父の姿を重ねて心を開き、時折可愛らしい表情も見せる。
トルネードはリングネームであり、本名はヴェーガ・ノイモーント。トルネードは亡き父のあだ名を襲名したもの。父親は部下のガイツに謀殺されたため、その敵討ちを狙ってその名で戦い続けていた。
愛機はプロトゴジュラスギガ。本作に登場するキャラクター中では最もバランスの取れたステータスを持つキャラである。他のパイロットと異なり2つのルートで登場し、かつ必ず仲間になる。
ネルケ・ザフィーア
声：寺田はるひ（現・七緒はるひ）
闇バトルにて出会う女ゾイド乗り。
「負けたら何でもする」という公約に従い、ベルクに敗れた後は彼らの仲間となる。
一度目はウイングユニット、二度目はアサルトユニットを装備した黄色いセイバータイガーを愛機とする。
オストー・フォイアー
声：坂口候一
闇バトルに参戦するゾイド乗り。
濃い顔立ちと暑苦しい性格の典型的な熱血漢。リーリエ曰く「力だけのおじさん」。ベルクに敗れた後は、強さの秘密を盗むという名目で仲間となる。発言内容からして盗賊か、またそれに準ずる行為をしていた様である。
白い凱龍輝に搭乗している。
リーリエ・ホフヌング
声：望月久代
闇バトルに参戦する少女。
ベルクに敗れた後は彼に好意を持ち仲間に加わる。普段は眼鏡をかけているが、室内では外している。仲間になってからも積極的にベルクにアプローチをかけていた。また戦争がスリリングで楽しいと称す等かなり好戦的な性格。
乗機は白いライガーゼロパンツァー。
ノルデン・コメート
声：松田佑貴
闇バトルに参戦する男ゾイド乗り。
理論派な性格で、データと計算を重んじる。ベルクに敗れた後は彼を恰好の研究材料と見て仲間に加わる。
赤黒いライガーゼロフェニックスか、青いライガーゼロに搭乗する。

##### サブパイロット専用キャラクター
ノア
グスタフに搭乗し、オッフェン北の鉱山で働く孤児たちに食料を調達している少女。盗賊団に襲われたところをベルクに助けられ、フロイデ市長と引き合わせる。輸送用ゾイドの操縦経験しかないが、ガイロス帝国（ガイツ部隊）と戦うベルクたちの手伝いをするため入隊を申し出る。
アッソー
ハンデルでトルネードを名乗り、トルネード本人をナンパしていた優男。新米のゾイド乗りだが、コロシアムでのベルクの戦いに感動し、トルネードと同じタイミングで入隊する。トルネードとセットで入隊する関係上、遭遇する都度仲間になるが、その後は会話は用意されていない。
ムート・シュトルツ
ガイツの陰謀で滅ぼされたバウアー村の少年。祖父のデンケンと共に第53独立部隊に保護され、両親の敵討ちのために協力を申し出る。射撃が得意らしい（ただし射撃ゲージが上がる訳ではない）。帝国と共和国の戦争終結後、作家となって事件の顛末を物語として後世に残すことになる。

##### 非戦闘要員
デンケン
ムートの祖父。50年以上の実績がある研究者の老人で、20年前からバウアー村の地下で遺跡に隠された秘宝（＝デススティンガー）やオーガノイドシステムについて秘密裏に研究していた。その研究内容からガイツの部隊に狙われ、レジスタンスの本拠地というでっち上げの名目でバウアー村ごと徹底的な攻撃を受けたため、独立部隊のホエールキングに匿われた。
後の会話イベントで、ベルクに協力に申し出たムートの背中を後押しする。経緯は不明ながらエインガングとは面識があり、ルートによっては死にかけた彼を救っている。
フロイデ
独立都市オッフェン市長。左頬に二本の引っ掻き傷の様な模様がある男性。鉱山を狙うアーヴェント盗賊団とガイロス帝国の両方を敵として考えていたが、ノアの紹介でベルクたちと対面して事情を聞き、盗賊団の撲滅を条件に支援を提案した。また、鉱山の奥に発見された遺跡にはオーガノイドシステムが眠っており、帝国軍はそれも狙っていることに気付いている。
デンケンと異なり表情の変化等が一切無い。

### Ziファイターズモード
ゲーム中で登場するキャラクターと戦っていくモード。対戦相手はランダムで決定する。最初は全3戦だが、クリアするごとに増えていき、最大8戦となる。

### カスタマイズモード
ゾイドの装備を変更するモード。カスタマイズしたゾイドは最大4機までエントリーさせることが可能。武器パーツはショップにて購入することで使用できる。
このゲームの特徴として、通常では装備できない武装を接続部にブロックスパーツを利用することで通常では有り得ない装備が可能となっている。フリーラウンドブレードやマグネイズキャノンとなど、キット化されていないパーツを実装されている。
一部のゾイドとバリエーション機はカスタマイズすることが出来ない。

## 登場キャラクター
本作では上述のオリジナルキャラクターの他に、前作『ZOIDS STRUGGLE』、『ゾイド -ZOIDS-』から『ゾイドジェネシス』までのアニメ、そして『ゾイドバトルストーリー』から多数の人物キャラクターとゾイドが登場する。
キャラクター（パイロット）ごとに格闘・射撃・操縦の3種類のステータスがあり、その数値によってゾイドの能力が変化する。またサブパイロットを割り当てることによってステータスを強化できる。サブパイロット専用のキャラクターは、ステータスそのものは変化せず、ステータスゲージの回復を早めることができる。
なお、パイロット・サブパイロット・ゾイド・技などの組み合わせによってセリフは異なる。特定の条件によっては、特殊ボイスが発生する。

### 他作品からの登場人物

#### 『ゾイド -ZOIDS-』
- バン・フライハイト（声：岸尾大輔（現・岸尾だいすけ））
- フィーネ・エレシーヌ・リネ（声：大本眞基子）
- アーバイン（声：藤原啓治）
- ムンベイ（声：渡辺久美子）
- ロブ・ハーマン（声：堀川仁）
- レイヴン（声： 斎賀みつき）
- ヒルツ（声：櫻井孝宏）
- リーゼ（声：日髙のり子）
- カール・L・シュバルツ（声：うえだゆうじ）
- トーマ・R・シュバルツ（声：伊藤健太郎）
- プロイツェン（声：大塚芳忠）

#### 『ゾイド新世紀スラッシュゼロ』
- ビット・クラウド（声：櫻井孝宏）
- リノン・トロス（声：川澄綾子）
- バラッド・ハンター（声：松風雅也）
- ハリー・チャンプ（声：高木渉）
- ベガ・オブスキュラ（声：くまいもとこ）
- ジャック・シスコ（声：藤原啓治）
- レオン・トロス（声：千葉進歩）
- カークランド（声：宮下道央）

#### 『ゾイドフューザーズ』
- RD（声：野島健児）
- マスクマン（声：中田譲治）
- ブレード（声：間島淳司）
- ガミー（声：梁田清之）
- スイート（サブパイロット専用）

#### 『ゾイドジェネシス』
- ルージ・ファミロン（声：平田宏美）
- レ・ミィ（声：こやまきみこ）
- ガラガ（声：三宅健太）
- ザイリン・ド・ザルツ（声：松本保典）

#### 『ゾイドバトルストーリー』
- レイ・グレック（声：柿原徹也）
- アンナ・ターレス（声：松来未祐）

#### 『ZOIDS STRUGGLE』
- ケイン（声：下和田 裕貴（現・下和田ヒロキ） ）
- シェリル（声：下屋則子）
- ルーシュ／ルーシェ（声：寺田はるひ）
- ジョセフ（声：小西克幸）

### ゾイド
攻撃・機動・装甲の3つのステータスがあり、機体ごとに数値が異なる。また、各機体ノーマルカラーに加え、全3種類のカラーリングが用意されている。通常はAボタンで選択するが、機体選択時にX・Yボタンのどちらかで変更可能となる。
各機体には2 - 3種類のEX技が存在する。ゲージが溜まると、Xボタンで発動させその後に押したボタンによって技の種類が変化する。Aボタンで格闘EX技・Bボタンで射撃EX技・追加装備があればYボタンで追加武装EXとなる。またジェネシスの機体が非常に少ないため、ジェネシス風のカラーバリエーションが用意されている機体もある。
（ ）内はボタンの種類および対応カラー。追加武装EXは初期装備の物のみ。

#### 前作より参戦
前作ZOIDS STRUGGLEではカスタムした機体を登録しておく必要があったが、今作では（アニメ等原作に登場したバリエーションに限り）バリエーション機も予め用意されてある。
STRUGGLE登場機体の詳細はZOIDS STRUGGLE#機体を参照。
- ブレードライガー・ブレードライガーミラージュ（X：ミラージュ Y：レオン専用機）
バリエーション機はブレードライガーミラージュ。ノーマル機にアタックブースターユニットを初期装備している。EXでは、ブースターによる急加速の後ビームキャノンによる連続攻撃を行う。
ショップでアタックブースターユニットを購入することで出現する。
- コマンドウルフ・コマンドウルフアーバインカスタム・コマンドウルフAC（ノーマルカラーはブルー X：アーバイン専用機 Y：ホワイト）
バリエーション機はロングレンジライフルを装備したアーバインカスタムと、アタックユニット装備のAT。
- ライガーゼロ（X：懲罰部隊仕様 Y：帝国仕様）
- ライガーゼロフェニックス（ノーマル機はFZカラー X：レッド%シルバー Y：RZカラー）
カスタマイズ不可。説明書に記載されていないがスティック左または右（機体正面側）+Y長押しで、チャージミサイルが撃てる。
- ディバイソン（X：グレー Y：ブルー）
格闘EX：クラッシャーホーン 射撃EX：メガロマックス 追加武装EX：8連ミサイルポッド
- ゴジュラスギガ（X：ジェネシスカラー Y：プロトカラー）
- 凱龍輝（X：グリーン Y：ホワイト）
- セイバータイガー・セイバータイガーSS・セイバータイガーAT（X：チーム・タイガース仕様 Y：シュバルツ仕様）
バリエーション機はビームガトリングユニットを装備したSS専用機と、アサルトユニット装備のAT仕様。
- レッドホーン・ダークホーン・ダークホーンWB（X：ダークホーン仕様 Y：共和国仕様グリーンホーンカラー）
バリエーション機はダークホーンとダークホーンダブルガトリング。実際は武装が異なるのみなので、カラーリングを変更する必要がある。
- アイアンコング・アイアンコングMk.II（X：イエティ Y：Mk.II仕様）
バリエーションは、追加装備を変更したMk.II仕様。
- ジェノブレイカー（X：ブルー Y：ジェット仕様）
- バーサークフューラー（X：ブラウン Y：レッド）
- デスザウラー（X：メガザウラー Y：ブラッディデスザウラー）

#### 新規参戦
ライガーゼロイエーガー（X：ホワイト Y：レッド）
格闘EX：ストライクレーザークロー 射撃EX：AZショックキャノン 追加武装EX：ソニックブーム（大型イオンブースター装備時）
大型イオンブースターを搭載し、高い機動性を誇る。追加武装EXは、ブースターで最大限に加速し、発生した衝撃波で攻撃する技。但しその過程で攻撃されることもあるため、使用には注意が必要である。
イエーガーだけでなく大型イオンブースターを装備した機体はステック上下と併用することで緊急回避を行うことが出来るようになる。
ゼロ同様、格闘EXでストライクレーザークローを発動出来るが、ゼロの物と比べ多少タイムラグがある。
Aタメのストライクレーザークローも踏み込みからの発生なので、少し距離を置いて発動させなければ返り討ちに遭い撃墜される恐れもある。
ストーリーモードで、ある条件をクリアすると使用可能となる。
ライガーゼロシュナイダー（X：グレー Y：ブラック&ゴールド）
格闘EX：バスタースラッシュ 射撃EX：AZ208mm2連装ショックキャノン 追加武装EX：セブンブレードアタック（レーザーブレード装備時）
ライガーゼロの接近戦に特化した装備。ラッシングブレードを固定装備、それに加えレーザーブレードを追加装備している。レーザーブレードは、命中時の反応がブレードライガーのそれとは異なる。
格闘EXではバスタースラッシュ、追加武装EXはセブンブレードアタックとアニメ版で使用された全必殺技を再現可能である。バスタースラッシュは、同じ突進技を有するレッドホーンのそれよりも速度が速いが、ジャンプ等で回避することが可能である。セブンブレードアタックは、一見ブレードアタックに酷似しているものの発動時間が異なる。ブレードアタックと同様、発動中は火器を無効化できるがカスタマイズの過程でレーザーブレードを外すと使用できなくなる。また、両者共ジャンプ中に発動すると技のパターンが変わる。
ストーリーモードで、ある条件をクリアすると使用可能となる。
ライガーゼロパンツァー（X：ホワイト Y：ジェネシスカラー）
格闘EX：ストライクレーザークロー 射撃EX：バーニングビッグバン 追加武装EX：ハイブリッドキャノン（ハイブリッドキャノン装備時）
全身に火器を満載した機体。ライガー系列のゾイドでは珍しい遠距離戦を得意とする機体である。ギガやエレファンダーの様な重量級扱いで、多少の攻撃では怯まない。それ為モーションは他の換装形態と異なり非常に重々しい。
EXバーニングビッグバンは、搭載されたミサイルを一斉に発射する技で、前方のみならずあらゆる方向から飛んでくるため回避は困難である。EXハイブリッドキャノンは、ハイブリッドキャノン発射と同時にミサイルを一定方向のみに発射する技。
ハイブリッドキャノンは発射時間割りに隙が大きく、前ステップで無効化されてしまうので、使いどころを間違えると確実に反撃に合う上ゲージを全て使い切ってしまう。
この機体も、ストーリーモードでの条件をクリアすると使用可能になる。
ジェノザウラー（X：サイコジェノザウラー Y：ホワイト）
格闘EX：連続攻撃 射撃EX：荷電粒子砲 追加武装EX：パルスレーザーライフル
格闘攻撃はジェノブレイカーとほぼ共通であるが、レーザーチャージングブレードが飛びかかり攻撃に変更されており、ロケットアームは片腕のみ発射が可能。
平均的なステータスであり、特に偏った強さはないが、射撃においてはブレイカーより使い勝手が良い。ただし荷電粒子砲は一発撃つとゲージが回復するまで発射出来なくなる。
今作品では両足に8連装ミサイルポッドを標準装備している。
ムラサメライガー（X：ブラック&ゴールド Y：レッド）
格闘EX：ダブルバンカー 射撃EX：3連キャノン 追加武装EX：ムラサメブレード
アクションは基本的にゼロと共通するものがある。タメ格闘が二段構えになっている。
ムラサメブレードは振りが大きく隙が生じやすいが威力が高い。ゲージ回復も早めで、格闘攻撃と折り合わせることで大ダメージを与えられる。
装備EXでは相手を串刺しの様にする技。防御が不可能であるため、技の発生を見切り回避するしか防ぐ手だてはない。格闘EXはジャンプ中に行うとタイムラグが減る。
エレファンダー・エレファンダーコマンダータイプ（X：エレファンダー遊撃隊仕様 Y：共和国仕様）
格闘EX：プレスラッシュ 射撃EX：AZ144mmレールガン 追加武装EX：ESCSユニット（コマンダータイプ）
重量級のゾイドで、並の攻撃では吹っ飛ぶことはない。追加武装に専用武装を豊富に持つ。コマンダータイプヘッドを装備すると、ギガの様に全身に展開するEシールドが使える。ESCSユニットを付けるとブレードライガーの様なシールドも使用できる。ただし、こちらは一定時間しか張ることが出来ない（ブレードライガーはAボタンを押している間、格闘ゲージの限りシールドを張ることが出来た）。
なおコンボリストの一番目に装備しないとシールドを張ることは出来ないので、2種類のシールドを一度に使うことは出来ない。
EXプレスラッシュは、最初に地面に衝撃を与え付近の相手をダウンさせ、立て続けに踏みつける技である。発動時間が非常に長いが、最初の一撃をジャンプ等で回避すれば比較的容易に対処できる。
通常のファイタータイプの他に、バリエーションとしてコマンダータイプがあるが、追加武装が本来の限度を超えている（同じことがジェノブレイカーにも言える）。また、鼻先のパーツは無いものの、耳と背中のパーツをスカウタータイプにすることも出来る。スカウタータイプが映像化されたのは今作が初めて。
Yボタンで選択した場合、共和国仕様になる（形式番号が共和国ゾイド共通のRZナンバーとなっている）。
デッドリーコング（X：アイアンコングカラー Y：レッド）
格闘EX：封印の左手 射撃EX：ヘッドバルカン 追加武装EX：デッドリーハンマー
アイアンコングと同系の機体でモーションも似通っているが、こちらは格闘のみに特化しており、火器は頭部のバルカン砲のみで、肩のショルダーショックキャノンは使用不可。
専用武器の背中のボックスは副腕を使った攻撃ではなく、それ自体をハンマーとして使用する。封印の左手は、わずか一撃で容易にガードを破ることが出来るため、アニメ版同様厄介な技である。
巨体に反してジャンプ力が高い。
デススティンガー（X：KFD Y：ZS仕様）
格闘EX：スティング 射撃EX：荷電粒子砲
デスザウラー並に強力な機体。荷電粒子砲を装備しているが、デスザウラーではあったタイムラグが無く、強力な格闘攻撃を連続で使用出来るため、使い方によってはデスザウラー以上に強力なゾイドと成りうる。
格闘の威力が高い＋ゲージの回復も速い。初心者でも上級者と互角以上に戦える性能を誇る。
機動力が高く設定されているが、その分防御力は大分低めに設定されており他のゲームの様な耐久力は無い。
追加武装無しでも多数の火器を使える。設定上装備されているが、Eシールドやブースターは再現されていない。
ムラサメライガーシノビカスタム（X：レッド Y：ムラサメライガーカラー）
格闘EX：連続攻撃 射撃EX：3連キャノン 追加武装EX：ブレイドホーク
本作オリジナルゾイド。ステルス能力を有し、俊敏な動きで戦うさまはさながら忍者のようである。カスタマイズ不可。
追加武装の手裏剣は射撃以外にも、Yボタンを押し続けることによってブレードの様に攻撃したり、一応シールドとしても使うことが出来るので荷電粒子砲を防ぐことも出来る。
タメ格闘は姿を消して移動でき、その間相手のロックオン速度を下げることが出来る。ただし透明なだけで攻撃は当たる。
追加武装EXは、無数に分身したブレイドホークによる連続攻撃。凱龍輝の飛燕と類似しているが、相手の動きを封じることに特化した飛燕と違い、動きを封じると同時にダメージを与えることも出来る。ムラサメライガーとしては扱われていないので特定のキャラによる専用ボイスは無い。

## バグ
本来ショップで、ビームガトリング（以下BG）を購入すると出現するダークホーンとダークホーンWBが、購入未購入問わずストーリーモードのクリアで出現することがあるバグが存在する。
この時、BGの購入フラグ（否入手フラグ）が同時に発生してしまい、ショップで購入済状態にあるにもかかわらず、ゾイドに装備させることが出来ないという現象が発生する。1度このバグが発生してしまうと、そのセーブデータではBGを絶対に使用することができない。このバグを回避するには、ストーリーモードを遊ぶ前にBGを購入し正規手段でダークホーンを出現させる必要がある。BGをショップに入荷させるには ZiファイターズモードのFinal Roundにランダムで出現するリノンを倒し、使用可能にすれば良い。